# Templetonia
Templetonia es un género de plantas con flores  perteneciente a la familia Fabaceae. Comprende 15 especies descritas y de estas, solo 12 aceptadas.

## Taxonomía
El género fue descrito por Robert Brown y publicado en Hortus Kewensis; or, a Catalogue of the Plants Cultivated in the Royal Botanic Garden at Kew. London (2nd ed.) 4: 269. 1812.
Etimología
El género fue nombrado en honor de John Templeton (1766–1825) , un naturalista y botánico irlandés.

## Especies
- Tempetonia aculeata
- Templetonia battii
- Templetonia biloba
- Templetonia drummondii
- Templetonia egena
- Templetonia hookeri
- Templetonia incana
- Templetonia neglecta
- Templetonia retusa
- Templetonia stenophylla
- Templetonia smithiana
- Templetonia sulcata